# Lionel Royer
Pour les articles homonymes, voir Royer.
Lionel Royer, né le 25 décembre 1852 à Château-du-Loir et mort le 30 juin 1926 à Neuilly-sur-Seine, est un peintre français.
Il est notamment l'auteur des grandes scènes de la Vie de Jeanne d'Arc à la basilique du Bois-Chenu à Domrémy, ainsi que du tableau Vercingétorix jette ses armes aux pieds de Jules César.

## Biographie
Engagé volontaire à moins de 18 ans dans les Volontaires de l’Ouest, il fait la guerre franco-prussienne de 1870 et participe notamment à la bataille de Loigny le 2 décembre 1870 avec le général Charette de La Contrie. Celui-ci, ayant remarqué qu’il dessine bien, lui fait offrir une bourse d'études à l'École des beaux-arts de Paris. Il y est élève d’Alexandre Cabanel et de William Bouguereau.
Il expose au Salon à partir de 1874 où il obtient une médaille de 3e classe en 1884 et une médaille de 2e classe en  1896. Il obtient le second premier grand prix de Rome en peinture de 1882 et une médaille de bronze à l'exposition universelle de 1900.
Il devient ensuite un portraitiste réputé et surtout un peintre d’histoire.
Ses œuvres les plus connues sont Vercingétorix jette ses armes aux pieds de César (1899, musée Crozatier au Puy-en-Velay) et la décoration de la basilique de [Domrémy dédiée à Jeanne d’Arc.
À la une des suppléments illustrés de journaux de l’époque, il fut le commentateur de son temps, notamment lorsqu’il peignit Dreyfus dans sa prison  pour Le Petit Journal ou Auguste Comte et ses trois muses.
En souvenir de sa participation à la bataille de Loigny, il donne deux tableaux à la nouvelle église reconstruite de ce village, l’un représentant la messe entendue par les Volontaires de l’Ouest avant de partir à la bataille et le second dépeignant la nuit d’agonie du général de Sonis sur le champ de bataille.
En 1897, il fait don à la Société historique et archéologique du Maine – dont il est membre comme le fut également Albert Maignan – des dix maquettes aquarellées représentant la Vie de Jeanne d’Arc, exécutées au dixième et présentées en 1893 au concours des verrières de la Cathédrale Sainte-Croix d'Orléans, qu’il ne réalisera pas.

« Les scènes de batailles à Orléans devant la forteresse des Tourelles ou à Compiègne offrent à Royer, peintre d'histoire, de donner sa mesure à composer l’enchevêtrement des corps vêtus de cuirasses et des jeux de lances. Pour susciter l’émotion, l’allégorie et le merveilleux viennent en aide à l’histoire. (…) Lionel Royer s’appuie sur les lieux historiques, cités avec précision. (…) Jeanne, en avant et isolée, est l’instrument qui suggère à la sphère politique et religieuse une possible réconciliation. (…) Par la synthèse évocatrice qu’il réalise et le sentiment qu’il introduit dans ce cycle, le peintre laisse le jugement aux idées de chacun. »

— Chantal Bouchon, Revue Historique et Archéologique du Maine.
Lionel Royer reprend cette iconographie johannique (assisté de Charles Lorin de Chartres comme maître-verrier) à la basilique de Domrémy. Dans la verrière du Dépôt de l’épée de Fierbois par un ange, le visage de Xaintrailles porte les traits de l'architecte Paul Sédille.

« Quoique empreints d’historicisme dans les personnages aux réminiscences raphaélesques et presque ingresques, ces verrières ont une connotation d’appel à la revanche, dans ce lieu de Domrémy si chargé de symbole. »

— Chantal Bouchon, Revue Historique et Archéologique du Maine.
Il eut deux filles et un fils. Celui-ci, engagé dans la prêtrise, fut gazé pendant la première Guerre mondiale et mourut peu après. Les deux filles de Royer ont laissé des descendants, l’une en France, l’autre en Belgique.
Lionel Royer est enterré à Fontenay-aux-Roses.

## Œuvres

### Vercingétorix jette ses armes aux pieds de César

Vercingétorix jette ses armes aux pieds de César (1899), musée Crozatier au Puy-en-Velay.

Ce tableau a été très largement diffusé pendant un siècle par les manuels d'histoire français.
La représentation qu'il donne de la reddition de Vercingétorix est, selon les historiens modernes, invraisemblable et anachronique. Elle procède sans doute d'une traduction inexacte d'un passage de la Guerre des Gaules de César ; elle reprend par ailleurs des images populaires du XIXe siècle antérieures d'une trentaine d'années.
Les historiens soulignent notamment le fait que Vercingétorix ne s'est certainement pas présenté en armes devant César au moment de sa reddition (il aurait été massacré par la garde romaine). Le cheval est à l'époque une monture romaine, les Gaulois utilisant plutôt des poneys (plus petits). Le tableau traduit surtout une volonté d'héroïser le personnage de Vercingétorix.

### Œuvres dans les collections publiques

#### Canada
- Montréal, Basilique-cathédrale Marie-Reine-du-Monde : Colonel Athanase de Charette, Commandant des Zouaves Pontificaux, 1885[7].

#### France
- Gap, musée Muséum départemental des Hautes-Alpes : Femme en deuil[8].
- Gray, musée Baron-Martin : La fille de l'hôtesse, 1875, huile sur toile, 82 x 66 cm.
- Loigny-la-Bataille, musée de la guerre de 1870, église Saint-Lucain :
  - Autel secondaire du bas-côté droit : La Communion des zouaves, huile sur toile, 6 × 3 m, 1910,  Classé MH (1910)[9] ;
  - Autel secondaire du bas-côté gauche : Le Général Gaston de Sonis, huile sur toile, pendant du tableau précédent,  Classé MH (1910)[10].
- Le Mans :
  - Musée de Tessé :
    - Bataille d'Auvours, le 10 janvier 1871, 1874[11] ;
    - Daphné changée en laurier, 1880[12] ;
    - Diane surprise[13] ;
    - Le Chœur de la cathédrale du Mans, 1896[14].

  - Cathédrale Saint-Julien du Mans : Le Crucifix, autel du Crucifix.
- Marseille, musée des Beaux-Arts : Mauresque, 1876[15].
- Le Puy-en-Velay, musée Crozatier : Vercingétorix jette ses armes aux pieds de César, 1899[16],[17].

### Œuvres non localisées
- Cupidon et Psyché, 1893, exposé à Chicago lors de la World's Columbian Exhibition de 1893[réf. nécessaire]
- Le jardin des muses

Œuvres de Lionel Royer
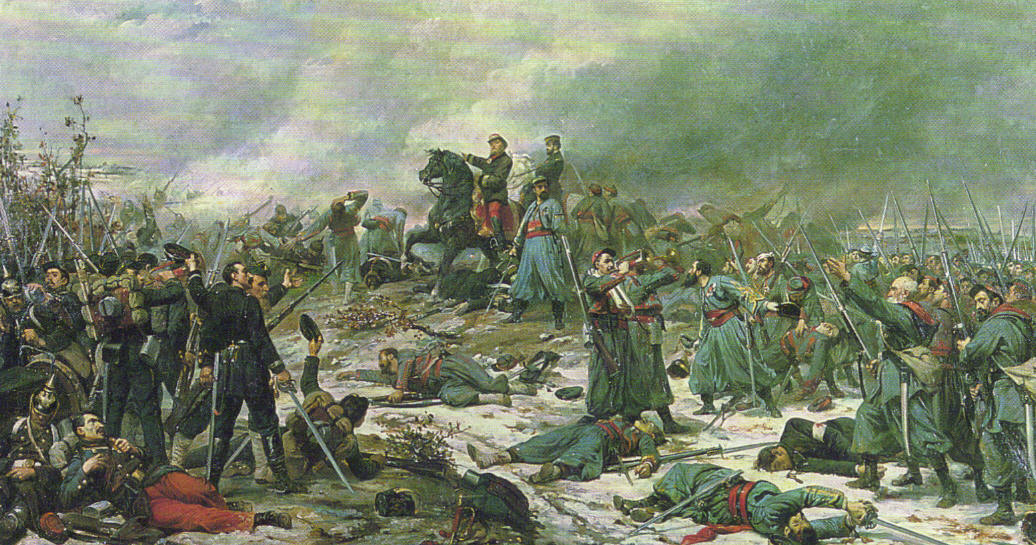
Bataille d’Auvours, le 10 janvier 1871 (1874), Le Mans, musée de Tessé.
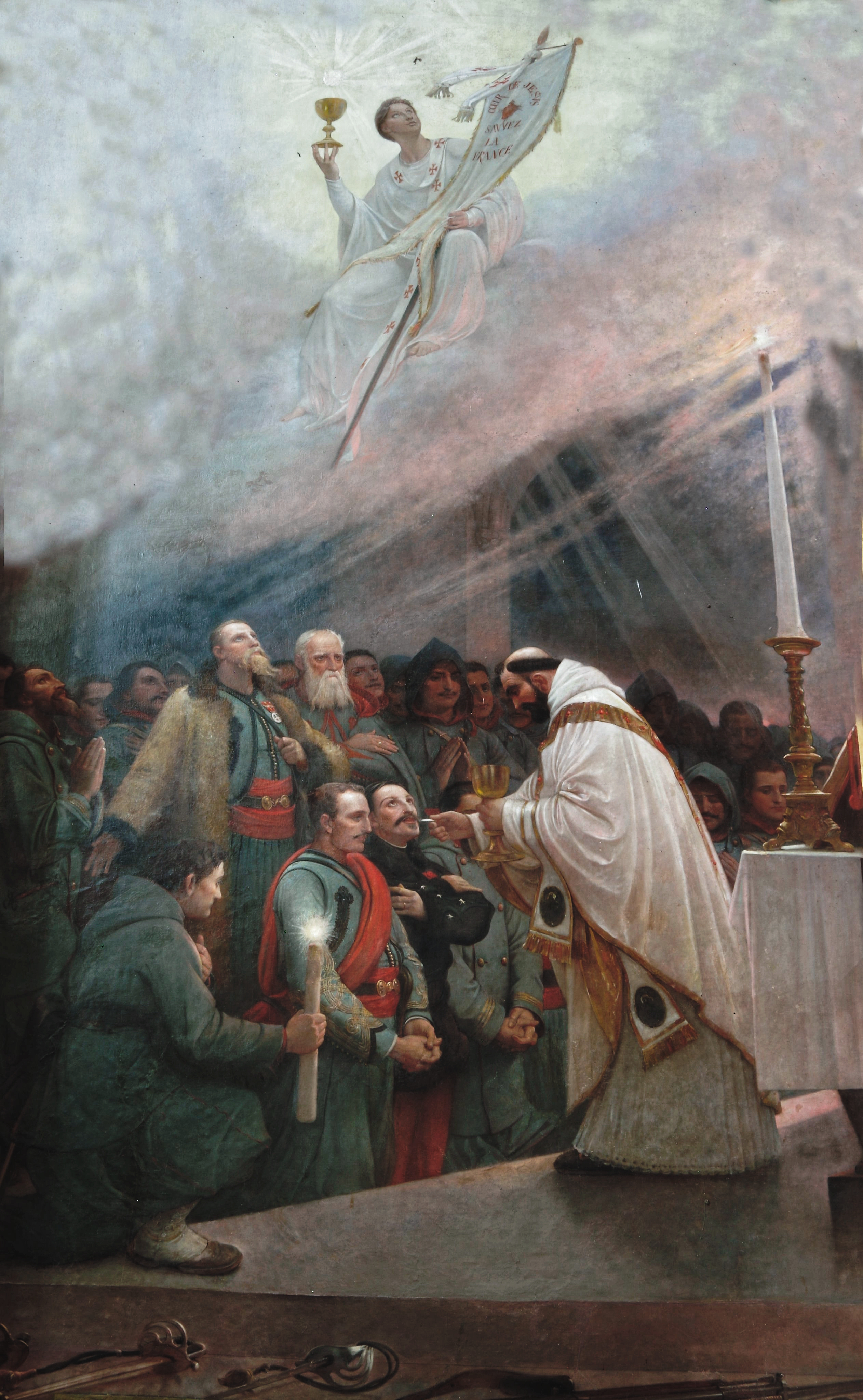
La Communion des zouaves, Loigny-la-Bataille, musée de la guerre de 1870[9].
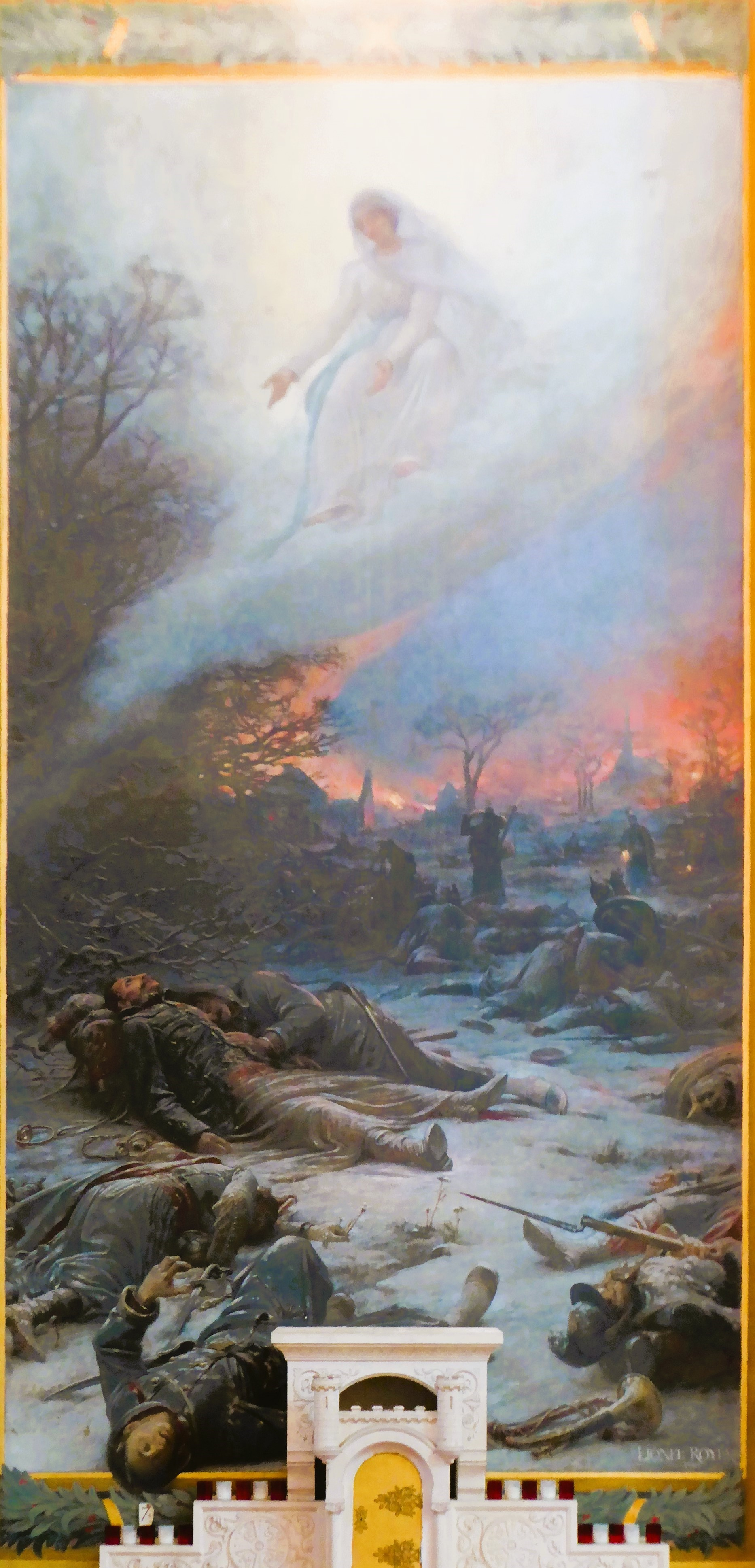
Le Général Gaston de Sonis, Loigny-la-Bataille, musée de la guerre de 1870[10].
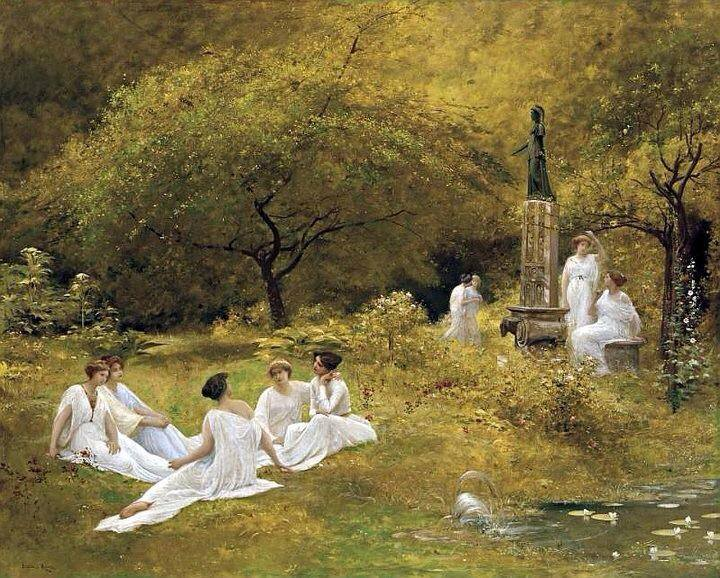
Le Jardin des Muses, non localisé.

### Illustration
- Alfred Dreyfus dans sa cellule avant la déportation à l'île du Diable, 1895, illustration pour Le Petit Journal illustré, no 218, 20 janvier 1895